# 제인 호록스
제인 호록스(Jane Horrocks, 1964년 1월 18일 ~ )는 잉글랜드의 배우이다.

## 출연 작품
- 스위밍 위드 맨 (2018)
- 앱솔루틀리 패벌러스: 더 무비 (2016)
- 선샤인 온 리스 (2013)
- 트롤리드 시즌1 (2011)
- 아더 크리스마스 (2011)
- 그레이시! (2009)
- 팅커 벨 2: 팅커벨과 잃어버린 보물 (2009)
- 팅커벨 (2008)
- 유령 신부 (2005)
- 크리스마스 캐롤 (2001)
- 본 로맨틱 (2000)
- 치킨 런 (2000)
- 워터쉽 다운의 토끼들 - 시리즈 (1999)
- 요정나라 대모험 (1999)
- 불의 발굽 (1999)
- 작은 목소리 (1998)
- 나이트라이프 (1996)
- 썸 카인드 오브 라이프 (1995)
- 세컨드 베스트 (1994)
- 앱솔루틀리 패벌러스 (1992)
- 인생은 향기로워 (1990)
- 마녀와 루크 (1990)
- 멤피스 벨 (1990)
- 늑대와 마녀 (1989)
- 퍼스트 사이트 (1987)
- 스크린플레이 (1986)